# Palestina en los Juegos Olímpicos de París 2024
Palestina estuvo representada en los Juegos Olímpicos de París 2024 por ocho deportistas, seis hombres y dos mujeres, que compitieron en seis deportes.
Los portadores de la bandera en la ceremonia de apertura fueron el boxeador Wasim Abusal y la nadadora Valerie Tarazi. El equipo olímpico palestino no obtuvo ninguna medalla en estos Juegos.